# Zapukaj do moich drzwi
Zapukaj do moich drzwi (turecki Sen Çal Kapımı) – turecki serial z gatunku komedii romantycznej. W głównych rolach występują Hande Erçel i Kerem Bürsin. Miał swoją premierę 8 lipca 2020 na tureckim kanale telewizyjnym FOX. Szybko okazał się hitem, osiągając rekordy oglądalności w Turcji. Serial zyskał ogromną popularność na międzynarodowej arenie. Premiera drugiego sezonu miała miejsce 9 czerwca 2021.

## Opis fabuły
Sezon 1
Eda, która pochodzi z biednej rodziny i wiąże wszystkie swoje nadzieje z edukacją, konfrontuje się z bogatym Serkanem Bolat, przez którego traci międzynarodowe stypendium edukacyjne i zostaje tylko z maturą. Serkan Bolat oferuje Edzie przywrócenie stypendium, jeśli będzie udawać jego narzeczoną przez dwa miesiące. Chociaż Eda początkowo odrzuca ofertę mężczyzny, ponieważ go nienawidzi, jest zmuszona ją przyjąć. Udając zaręczonych, Serkan i Eda zaczynają przeżywać namiętny, pełen wyzwań romans.
Sezon 2
Serkan i Eda przeżywają trudne chwile przez nowotwór Serkana. Mężczyzna zmienia się i rozwijają się w nim lęki związane z bliskością i przywiązaniem oraz po raz kolejny stawia pracę na pierwszym miejscu. Eda zaniepokojona tą postawą postanawia odejść od Serkana i udaje się do Włoch, by ukończyć studia, ale spotykają się ponownie kilka lat później, a życie przygotowuje dla nich niespodziankę.

## Obsada
- Hande Erçel jako Eda Yildiz – Bolat
- Kerem Bürsin jako Serkan Bolat
- Maya Basol jako Kiraz Yildiz – Bolat (sezon 2)
- Neslihan Yeldan jako Aydan Bolat
- Evrim Dogan jako Ayfer Yildiz
- Elçin Afacan jako Melek Yücel
- Anil Ilter jako Engin Sezgin
- Basak Gümülcinelioglu jako Piril Baytekin – Sezgin
- Ahmet Efe Metekoğlu jako Can Sezgin (sezon 2)
- Alican Aytekin jako Seyfi Çiçek
- Sarp Bozkurt jako Erdem Sangay
- Sinan Albayrak jako Kemal Özcan
- Ayse Akin jako Deniz Kolcu (sezon 2 40-48)
- Sina Özer jako Kerem (sezon 2)
- Doğa Özüm jako Pina (sezon 2 41-50)
- Sinan Helvacı jako Burak Balça (sezon 2)
- Melisa Döngel jako Ceren Basar (sezon 1 1-37)
- Cagri Citanak jako Ferit Simsek (sezon 1)
- M. Sitare Akbas jako Figen Yildirim (sezon 1 1-28)
- Ahmet Somers jako Alptekin Bolat (sezon 1 1-22)
- Bige Önal jako Selin Atakan (sezon 1 1-22 29-38)
- Ilkyaz Arslan jako Leyla Haktan (sezon 1)
- Ali Ersan Duru jako Efe Akman (sezon 1 13-21)
- Sarp Can Köroğlu jako Deniz Karsu (sezon 1 29-37)
- Hakan Karahan jako Alexander Zucco (sezon 1 24 -34)
- Ayşegül İşsever jako Semiha Yıldırım (sezon 1 24-28)
- Buğrahan Çayır jako Tahir (sezon 1 24-28)
- İlayda Çevik jako Balca Koçak (sezon 1 22- 28)
- İsmail Ege Şaşmaz jako Kaan Karadag (sezon 1 1-10)
- Mert Öcal jako książę Seymen (sezon 1 25-26)
- Sümeyra Koçu jako Kira (sezon 1 28)
- Mustafa Yiğit Gençe jako Alp Bolat (sezon 2 52)

## Lista odcinków
| Seria | Seria   | Odcinki    | Odcinki      | Oryginalna emisja | Oryginalna emisja | Emisja w Polsce ( WP) | Emisja w Polsce ( WP) |
| Seria | Seria   | Turcja     | Polska       | Premiera serii    | Finał serii       | Premiera serii        | Finał serii           |
| ----- | ------- | ---------- | ------------ | ----------------- | ----------------- | --------------------- | --------------------- |
|       | Sezon 1 | 1-39 (39)  | 1-121 (121)  | 8 lipca 2020      | 17 kwietnia 2021  | 15 listopada 2021     | 9 czerwca 2022        |
|       | Sezon 2 | 40-52 (13) | 122-161 (40) | 9 czerwca 2021    | 8 września 2021   | 13 czerwca 2022       | 18 sierpnia 2022      |

### Sezon 2: 2021
| 1 (40) | Powrót Sen Çal Kapımı                | 9 czerwca 2021   | Altan Dönmez | Ayşe Üner Kutlu, Deniz Gürlek, Melek Seven |
| Eda i Serkan, którzy rozstali się po chorobie Serkana, spotykają się ponownie po latach. Choć ich miłość do siebie jest świeża jak pierwszego dnia, coś się zmieniło na przestrzeni lat. Podczas gdy miłość wciąż puka do ich drzwi, Eda ukrywa przed Serkanem wielki sekret... |                                      |                  |              |                                            |
| 2 (41) | Nadal jestem zakochany               | 16 czerwca 2021  | Altan Dönmez | Ayşe Üner Kutlu, Deniz Gürlek, Melek Seven |
| Podczas gdy wzajemne żale Edy i Serkana sprzed lat odżywają, gra mająca na celu ukrycie prawdy o Kiraz toczy się w najlepsze. Ale wielki sekret Edy ma wkrótce zostać ujawniony także innym. Choć Eda stara się trzymać z daleka, Serkan zrobi wszystko, by po latach ją odzyskać. |                                      |                  |              |                                            |
| 3 (42) | Nie uciekaj od miłości               | 23 czerwca 2021  | Altan Dönmez | Ayşe Üner Kutlu, Deniz Gürlek, Melek Seven |
| Podczas gdy Serkan stara się odzyskać Edę, Eda z trudem ukrywa swoje uczucia. Eda zaczyna obserwować relacje między Serkanem a Kiraz. Jeśli zobaczy, że istnieje między nimi więź, ma zamiar wyjawić Serkanowi, że jest ojcem Kiraz. Ale Aydan i Engin dowiadują się prawdy dużo wcześniej. Od kogo Serkan dowie się prawdy? |                                      |                  |              |                                            |
| 4 (43) | Wszystkiego najlepszego córeczko     | 30 czerwca 2021  | Altan Dönmez | Ayşe Üner Kutlu, Deniz Gürlek, Melek Seven |
| Serkan dowiaduje się, że Kiraz jest jego córką, ale uważa, że nie jest gotowy, by być dla niej ojcem. Decyzja Serkana wywołuje u Edy wielkie rozczarowanie i gniew. Tymczasem Kiraz znika w dniu swoich urodzin. Choć wszyscy jej szukają, nie ma po niej śladu. Eda boi się, że mogło jej się coś stać. Gdzie tak naprawdę jest Kiraz? |                                      |                  |              |                                            |
| 5 (44) | Bycie ojcem                          | 7 lipca 2021     | Altan Dönmez | Ayşe Üner Kutlu, Deniz Gürlek, Melek Seven |
| Serkan jest gotów zostać ojcem, ale nie ma pojęcia, jak to zrobić. Z jednej strony spędza dużo czasu z córką i poznaje trudy ojcostwa, z drugiej zaś dąży do poprawy relacji z Edą. Eda stara się nie ulec ponownie urokowi Serkana. Ale jak może zrezygnować z tej miłości, zwłaszcza po odnalezieniu sekretnego pokoju Serkana? Tymczasem Ayfer i Aydan walczą o opiekę nad Kiraz, nieświadome tego, co dzieje się między Serkanem i Edą. Ale sprawy nie idą zgodnie z planem… |                                      |                  |              |                                            |
| 6 (45) | Jak dobrze, że przyszedłeś tato      | 14 lipca 2021    | Altan Dönmez | Ayşe Üner Kutlu, Deniz Gürlek, Melek Seven |
| Eda, Serkan i Kiraz mają przez jakiś czas zamieszkać razem pod jednym dachem. Ale Serkan zrobi wszystko, co w jego mocy, żeby tak zostało na zawsze! Chociaż Eda mówi, że zgodziła się na zamieszkanie razem ze względu na Kiraz, zaczyna ulegać miłości. Podczas gdy obie strony próbują stać się prawdziwą rodziną, przytrafia im się coś, czego nikt się nie spodziewał. Ale ta sytuacja zbliży ich do siebie jeszcze bardziej…                                               |                                      |                  |              |                                            |
| 7 (46) | Nawet ziemniak potrafi się zmienić   | 28 lipca 2021    | Altan Dönmez | Ayşe Üner Kutlu, Deniz Gürlek, Melek Seven |
| Aby wysłać Kiraz do dobrej szkoły, Eda i Serkan muszą pokazać się jako zgrana i szczęśliwa para. Ich głównymi rywalami są Engin i Pırıl. I oczywiście, na końcu tej wielkiej bitwy, która rozpoczęła się jako gra, miłość zatriumfuje! Serkan i Eda burzą wszelkie granice między sobą... |                                      |                  |              |                                            |
| 8 (47) | Wyjdź za mnie                        | 4 sierpnia 2021  | Altan Dönmez | Ayşe Üner Kutlu, Deniz Gürlek, Melek Seven |
| Serkan postanawia oświadczyć się Edzie. Sprawy komplikują się, gdy o jego decyzji dowiaduje się rodzina i cała firma. Serkan przygotowuje się do tego wydarzenia. Stara się utrzymać wszystko w tajemnicy przed Edą, jednak nie obędzie się bez nieporozumień. W dodatku Serkan jest bardzo zły, gdy dowiaduje się, że Kemal jest jego ojcem. Odmawia spotkania z nim. Kiraz ma jednak tajny plan, który pozwoli im się spotkać                                                  |                                      |                  |              |                                            |
| 9 (48) | Miłość zwyciężyła                    | 11 sierpnia 2021 | Altan Dönmez | Ayşe Üner Kutlu, Deniz Gürlek, Melek Seven |
| Serkan i Eda w końcu pobrali się. Szczęście jest teraz bardzo blisko, ale Serkan jeszcze nie zdaje sobie sprawy, że problemy w firmiespadną w ich życie jak bomba. Chociaż Serkan robi wszystko, co w jego mocy, większe poświęcenia są na wyciągnięcie ręki. Miłość będzie największym poświęceniem dla Serkana. |                                      |                  |              |                                            |
| 10 (49) | Wszystko od nowa                     | 18 sierpnia 2021 | Altan Dönmez | Ayşe Üner Kutlu, Deniz Gürlek, Melek Seven |
| Po sprzedaży swoich udziałów w Art Life, Serkan postanawia zacząć wszystko od nowa, rozpoczynając naukę na uniwersytecie. Jednak przystosowanie się do takiej zmiany okaże się trudniejsze, niż się spodziewał. Dodatkowo Serkan źle interpretuje senność i rozkojarzenie Edy. Sądzi, że straciła nim zainteresowanie. Stan Edy jest jednak zwiastunem pewnej niespodzianki, która ich oboje bardzo uszczęśliwi.                                                                 |                                      |                  |              |                                            |
| 11 (50) | Mały Bolat                           | 25 sierpnia 2021 | Altan Dönmez | Ayşe Üner Kutlu, Deniz Gürlek, Melek Seven |
| Kiedy Serkan dowiaduje się, że Eda jest w ciąży, jest przeszczęśliwy. Teraz cała jego uwaga skupia się na Edzie i dziecku. Eda jednak wcale nie jest tym tak bardzo zachwycona. Ponieważ Serkan boi się, że coś stanie się dziecku albo Edzie, a co za tym idzie bardzo utrudnia Edzie życie. Eda, z kolei, na razie postanawia ukryć przed wszystkimi swoją ciążę, żeby nikt inny nie traktował jej tak jak Serkan. Niestety to doprowadzi do porządnego zamieszania.           |                                      |                  |              |                                            |
| 12 (51) | Wszystkiego najlepszego Serkan Bolat | 1 września 2021  | Altan Dönmez | Ayşe Üner Kutlu, Deniz Gürlek, Melek Seven |
| Eda jest już w czwartym miesiącu ciąży. Podczas gdy Serkan nie może się doczekać, kiedy pozna płeć dziecka, Eda prosi go, aby pozostało to jednak niespodzianką. Serkan udaje, że akceptuje sytuację, ale tak naprawdę na wszystkie sposoby próbuje się dowiedzieć, jakiej płci jest dziecko, którego się z Edą spodziewają. Sytuacja nie jest zbyt wesoła dla małej Kiraz, która zaczyna odczuwać coraz większą zazdrość.                                                       |                                      |                  |              |                                            |
| 13 (52) | Ostatni raz zapukaj do moich drzwi   | 8 września 2021  | Altan Dönmez | Ayşe Üner Kutlu, Deniz Gürlek, Melek Seven |
| Eda i Serkan jadą razem do chaty w lesie, aby spędzić czas w samotności i utknęli w drodze. W lesie Eda zaczyna odczuwać bóle porodowe. Eda chce, żeby Serkan przeprowadził poród, a Serkan jest zdeterminowany by zabrać ją do szpitala. Tymczasem wszyscy spotykają się w szpitalu z różnych powodów, tylko Eda i Serkana tam nie ma. |                                      |                  |              |                                            |

## Scenarzyści
- Ayşe Üner Kutlu (sezon 1 1-21 24) (sezon 2)
- Yeșim Çitak (sezon 1 1-21 24)
- Dilek Iyigün (sezon 1 1-21 24)
- Erdem Açikgöz (sezon 1 1-21 24)
- Aysen Günsu Teker (sezon 1 22-23 25-30 38-39)
- Fikret Bekler (sezon 1 22-23 25-30 38-39)
- Kerim Ceylan (sezon 1 22-23 25-30 38-39)
- Elif Ozsut (sezon 1 22-23 25-30 38-39)
- Duygu Tankas (sezon 1 31-37)
- Tunus Tasci (sezon 1 31-37)
- Tufan Bora (sezon 1 32-37)
- Melek Ordu (sezon 1 32-37)
- Deniz Gürlek (sezon 2)
- Melek Seven (sezon 2)

## Nagrody
W lipcu 2021 serial zdobył kilka nagród Dizilah m.in. za najlepszy serial, najlepszą obsadę i najlepszą serialową parę.
Serial za pomocą ogromnej rzeszy fanów w mediach społecznościowych zdobył nagrodę The Shorty Award w kategorii najlepiej użyty hasztag.
Serial w grudniu 2021 roku zdobył nagrodę Altın Kelebek dla najlepszego serialu komediowo-romantycznego.